# شرث
الشَّرَثُ أو تثليج الأطراف هو حالة طبية تحدث عندما يتعرض فرد مؤهب للبرد والرطوبة، مما يتسبب في تلف الأنسجة. غالبا ما يتم خلطها مع قضمة الصقيع وقدم الخندق. تسبب الأضرار التي تصيب الشعيرات الدموية في الجلد الاحمرار والحكة والالتهاب وأحيانًا البثور. يحدث الشرث أغلب الأحيان عند تعرض الأفراد المؤهبين، ومعظمهم من النساء، للبرودة والرطوبة. يشار إلى الشرث المتقرح باسم تورم القدمين. يمكن الوقاية من الشرث المرتبط بالحرارة عن طريق إبقاء القدمين واليدين دافئتين في الطقس البارد وتجنب تعريض هذه المناطق للتغيرات الشديدة في درجات الحرارة. بمجرد وضع تشخيص الشرث، يشمل خط العلاج الأول تجنب البيئات الباردة والرطبة وارتداء القفازات والجوارب الدافئة.
قد يكون الشرث مجهول السبب (عفوي ولا علاقة له بمرض آخر)، ولكن الأعراض المماثلة قد تشكل أيضًا مظهرًا من مظاهر حالة طبية خطيرة أخرى يجب تحريها. تشمل الحالات الطبية ذات الصلة مرض رينو، واحمرار الأطراف المؤلم، وقضمة الصقيع، وقدم الخنادق، بالإضافة إلى أمراض النسيج الضام مثل الذئبة أو التهاب الأوعية الدموية. عند الرضع المصابين بمتلازمة إيكاردي غوتيير (وهو مرض وراثي نادر يؤثر على الجهاز العصبي)، تحدث أعراض شبيهة بأعراض الشرث مع اضطرابات عصبية شديدة وحمى غير مفسرة.
رُبطت أعراض مشابهة للشرث بوباء كوفيد-19. أُبلغ عن إصابات بأصابع كوفيد (يُعرف بهذا الاسم) لدى الأطفال الكبار والمراهقين الذين لم تظهر لديهم أعراض أخرى لكوفيد-19 في كثير من الأحيان. عادة ما تكون الأعراض خفيفة وتختفي دون علاج. يعتبر السبب موضع نقاش، إذ إنه ليس من المؤكد ما إذا كانت أصابع كوفيد تمثل نتيجة متأخرة للعدوى الفيروسية نفسها أم أنها مرتبطة، جزئيًا على الأقل، بالعوامل البيئية أثناء جائحة كوفيد-19. قد تظهر لدى المصابين بعض السمات المجهرية للشرث الناتج عن الذئبة. اقتُرح أن يعزى السبب المحتمل للشرث إلى كوفيد-19 في حال نفي التعرض للبرد والرطوبة.